# Anna Mathilda Nonnen
Anna Mathilda Nonnen, född Lorent 22 februari 1776 i Hamburg, död 17 september 1856 i Göteborg, var en svensk porträttmålare.
Hon var dotter till köpmannen Carl Anthon Lorent och Susanna Wybrandt samt syster till Abraham Robert Lorent. Från 1798 var hon gift med John Nonnen samt blev mor till Fanny, Edward, Mary (1808–1903), Emily, Charlotte och Ann Nonnen. Hon var bosatt i Hamburg fram till 1809 då familjen flyttade till London och när hennes man utsågs till disponent för Lorentska bruken flyttade man till Göteborg 1819. Hennes konst består av barnporträtt i mindre format utförda i akvarell samt miniatyrmålningar på elfenben utförda i olja. Nonnen finns representerad vid Göteborgs historiska museum med ett porträtt av dottern Mary.